# Marathon Cup 7; Van Wijnen Marathon 2023
De Marathonschaatsen 2023/2024 Marathon Cup 7; Van Wijnen Marathon 2023 was de zevende wedstrijd van het Marathonseizoen die op zaterdag 9 december 2023 plaatsvond op De Scheg in Deventer. 
Harm Visser was bij de herstart van de Daikin Marathon Cup doorgegaan met winnen en won de top-divisie mannen. Voor de vijfde keer dit seizoen kon Visser juichen. Visser was op de streep net iets sneller dan Christian Haasjes die voor het eerst naar het podium mocht. Sjoerd den Hertog finishte als derde in een wedstrijd die maar met zeventien man finishte nadat een grote groep op achterstand werd gereden. Tjerk de Boer ontving een rode kaart voor duw en trekwerk met Jumbo-Visma toen hij probeerde af te stoppen voor een ontsnapte Jordy Harink. Ineke Dedden won de top-divisie bij de vrouwen. Dedden moest op  wachten totdat haar zege in de massasprint bekend werd gemaakt. Volgens de transpondertijden was Maaike Verweij tweeduizendste eerder over de streep gekomen dan Dedden maar na bestudering van de finishfoto wees de jury toch Dedden aan als winnares. Iris van der Stelt was achter het strijdende tweetal goed voor de derde plaats voor klassementsleidster Elsemieke van Maaren die het oranje leiderspak behield. 
Bij de beloften mannen won Wisse Slendebroek. Slendebroek ging in de tegenaanval nadat een solerende Bram Kras een eerste groep van gelosten uit het peloton al had gedubbeld. Met hulp van zijn ploeggenoot Kevin van der Horst sloot Slendebroek nog aan bij een moegestreden Kras die daarna wel kon aanhaken en samen met Slendebroek het peloton nog in de slotfase achterhaalde. In de sprint die volgde was Slendebroek het sterkst. Naast Bram Kras mocht Chris Berkhout naar het volledig West-Friese podium. Gastrijdster Nikki Noordergraaf had de wedstrijd voor beloftenvrouwen gewonnen. Bij het luiden van de bel leidde late aanvalster Eline Cox nog en leek lang op de winst af te snellen. In de laatste meters werd ze echter nog achterhaald door het sprintende peloton en moest ze genoegen nemen met de derde plaats. Noordergraaf, die als regiorijdster als wildcard was ingeschreven, snelde zo naar haar eerste zege bij de beloften nadat ze twee weken geleden in Hoorn al tweede was geworden. Jet Fransen ging Eline Cox ook nog net op de streep voorbij en nam het oranje over van Anna Marit Sybrandi die tot twee keer toe ten val kwam en zo het leiderspak moest inleveren.

## Tijdschema
| um                       | Tijd (CET) | Onderdeel           |
| ------------------------ | ---------- | ------------------- |
| Zaterdag 9 december 2023 | 18:00      | Beloften vrouwen    |
| Zaterdag 9 december 2023 | 19:00      | Top-divisie mannen  |
| Zaterdag 9 december 2023 | 20:15      | Top-divisie vrouwen |
| Zaterdag 9 december 2023 | 21:45      | Beloften mannen     |

## Podia
| Klasse             | Eerste             | Tweede         | Derde              |
| ------------------ | ------------------ | -------------- | ------------------ |
| Topdivisie mannen  | Harm Visser        | Luc ter Haar   | Sjoerd den Hertog  |
| Topdivisie vrouwen | Ineke Dedden       | Maaike Verweij | Iris van der Stelt |
| Beloften mannen    | Wisse Slendebroek  | Bram Kras      | Chris Berkhout     |
| Beloften vrouwen   | Nikki Noordergraaf | Jet Fransen    | Eline Cox          |

## Uitslag Top-divisie mannen[2]
| #      | Rijder               | Nationaliteit | Ploeg                           | Ronde | Punten |
| ------ | -------------------- | ------------- | ------------------------------- | ----- | ------ |
| Goud   | Harm Visser          | Nederland     | Jumbo-Visma                     | 125   | 25,1   |
| Zilver | Christiaan Haasjes   | Nederland     | Sprog                           | 125   | 21     |
| Brons  | Sjoerd den Hertog    | Nederland     | Royal A-ware                    | 125   | 18     |
| 4      | Gary Hekman          | Nederland     | Team Reggeborgh                 | 125   | 17     |
| 5      | Stefan Wolffenbuttel | Nederland     | OKAY/Interfarms                 | 125   | 16     |
| 6      | Roel Boek            | Nederland     | Port of Amsterdam / SKITS       | 125   | 15     |
| 7      | Jordy Harink         | Nederland     | Royal A-ware                    | 125   | 14     |
| 8      | Bart Mol             | Nederland     | A6.nl / KMC                     | 125   | 13     |
| 9      | Jeroen Janissen      | Nederland     | OKAY/Interfarms                 | 125   | 12     |
| 10     | Homme Jan de Groot   | Nederland     | Bouwselect / De Haan Westerhoff | 125   | 11     |
| 11     | Christoffel Hendriks | Nederland     | Port of Amsterdam / SKITS       | 125   | 10     |
| 12     | Marco van der Tuin   | Nederland     | A6.nl / KMC                     | 125   | 9      |
| 13     | Wabe de Rooij        | Nederland     | VGR Sport / Mechan Groep        | 125   | 8      |
| 14     | Mats Stoltenborg     | Nederland     | Jumbo-Visma                     | 125   | 7      |
| 15     | Jan-Willem Broos     | Nederland     | Port of Amsterdam / SKITS       | 125   | 6      |
| 16     | Kevin Hoekstra       | Nederland     | Bouwselect / De Haan Westerhoff | 125   | 5      |
| 17     | Evert Hoolwerf       | Nederland     | Team Reggeborgh                 | 125   | 4      |
| 18     | Tjerk de Boer        | Nederland     | Royal A-ware                    | 125   | 3      |

125 ronden
1:06:38uur (gem. 32,0sec) 45,0km/h

## Uitslag Top-divisie vrouwen[3]
| #      | Rijder                | Nationaliteit | Ploeg                               | Ronde | Punten |
| ------ | --------------------- | ------------- | ----------------------------------- | ----- | ------ |
| Goud   | Ineke Dedden          | Nederland     | BDM-BTZ                             | 80    | 25,1   |
| Zilver | Maaike Verweij        | Nederland     | Team Albert Heijn Zaanlander        | 80    | 21     |
| Brons  | Iris van der Stelt    | Nederland     | PEER racefietsen Wijk en Aalburg    | 80    | 18     |
| 4      | Elsemieke van Maaren  | Nederland     | BDM-BTZ                             | 80    | 17     |
| 5      | Arianna Pruisscher    | Nederland     | Team Albert Heijn Zaanlander        | 80    | 16     |
| 6      | Tessa Snoek           | Nederland     | VGR Sport / Vreugdenhil Dairy Foods | 80    | 15     |
| 7      | Janne Berkhout        | Nederland     | Van Ramshorst Renault               | 80    | 14     |
| 8      | Hilde Noppert         | Nederland     | Bouwbedrijf de Vries                | 80    | 13     |
| 9      | Sanne Oosterwijk      | Nederland     | KNSB Inline Selectie                | 80    | 13     |
| 10     | Anne Leltz            | Nederland     | Wokke Vastgoed                      | 80    | 11     |
| 11     | Evi Gelling           | Nederland     | Turner                              | 80    | 10     |
| 12     | Emma Engbers          | Nederland     | VGR Sport / Vreugdenhil Dairy Foods | 80    | 9      |
| 13     | Nienke Smit           | Nederland     | Haak powered by OCRE                | 80    | 8      |
| 14     | Femke Mossinkoff      | Nederland     | Van Ramshorst Renault               | 80    | 7      |
| 15     | Beau Wagemaker        | Nederland     | PGM Bakker                          | 80    | 6      |
| 16     | Paula Konijn          | Nederland     | Haak powered by OCRE                | 80    | 5      |
| 17     | Pien van den Bos      | Nederland     | Wokke Vastgoed                      | 80    | 4      |
| 18     | Yvonne Nauta          | Nederland     | A6.nl / KMC                         | 80    | 3      |
| 19     | Dieuwertje van Kalken | Nederland     | Turner                              | 80    | 2      |
| 20     | Olin Verhoog          | Nederland     | Haak powered by OCRE                | 80    | 1      |

80 ronden
0:47:54uur (gem. 35,9sec) 40,1km/h

## Uitslag beloften mannen[4]
| Rijder | Nationaliteit      | Ploeg     | Ploeg                 | Ronde | Punten |
| ------ | ------------------ | --------- | --------------------- | ----- | ------ |
| Goud   | Wisse Slendebroek  | Nederland | OKAY/Interfarms       | 101   | 30,1   |
| Zilver | Bram Kras          | Nederland | Wokke Vastgoed        | 101   | 26     |
| Brons  | Chris Berkhout     | Nederland | Van Ramshorst Renault | 100   | 18     |
| 4      | Daan Berkhout      | Nederland | Van Ramshorst Renault | 100   | 17     |
| 5      | Matthé Pronk       | Nederland | SKITS                 | 100   | 16     |
| 6      | Jesse Vollaard     | Nederland | Vector                | 100   | 15     |
| 7      | Arn Botman         | Nederland | Wokke Vastgoed        | 100   | 14     |
| 8      | Joost de Jong      | Nederland | Van Ramshorst Renault | 100   | 13     |
| 9      | Jitse Wiersma      | Nederland | Speelman / Kuil       | 100   | 12     |
| 10     | Jasper Tinga       | Nederland | Douma Staal           | 100   | 11     |
| 11     | Nino van Dijk      | Nederland | Traumeel Gel          | 100   | 10     |
| 12     | Simon Smit         | Nederland | Vector                | 100   | 9      |
| 13     | Ruben Verkerk      | Nederland | Ormer ICT             | 100   | 8      |
| 14     | Jurian Koolhaas    | Nederland | Vector                | 100   | 7      |
| 15     | Mitchel Zijp       | Nederland | Forte Sportswear      | 100   | 6      |
| 16     | Otto van de Pol    | Nederland | HCH Heerenveen        | 100   | 5      |
| 17     | Axel van der Tuuk  | Nederland | Speelman / Kuil       | 100   | 4      |
| 18     | Martijn de Boer    | Nederland | Arktika               | 100   | 3      |
| 19     | Max van Honschoten | Nederland |                       | 100   | 2      |
| 20     | Twan Berlijn       | Nederland | Traumeel Gel          | 100   | 1      |

100 ronden
0:54:46uur (gem. 32,9sec) 43,8km/h

## Uitslag beloften vrouwen[5]
| #      | Rijder                    | Nationaliteit | Ploeg                               | Ronde | Punten |
| ------ | ------------------------- | ------------- | ----------------------------------- | ----- | ------ |
| Goud   | Nikki Noordergraaf        | Nederland     |                                     | 60    | 25,1   |
| Zilver | Jet Fransen               | Nederland     | Wokke Vastgoed                      | 60    | 21     |
| Brons  | Eline Cox                 | Nederland     |                                     | 60    | 18     |
| 4      | Carla Ketellapper-Zielman | Nederland     | Vector                              | 60    | 17     |
| 5      | Jolanda Laagland          | Nederland     | Speelman / Exclusief Vastgoedbeheer | 60    | 16     |
| 6      | Vera van Ditshuizen       | Nederland     | Vechtsebanen                        | 60    | 15     |
| 7      | Liset Speelman            | Nederland     | Speelman / Exclusief Vastgoedbeheer | 60    | 14     |
| 8      | Iris Mulder               | Nederland     | Fortune Coffee                      | 60    | 13     |
| 9      | Hilde-Marije Dijkstra     | Nederland     | The B team                          | 60    | 12     |
| 10     | Iris Tiben                | Nederland     | Wokke Vastgoed                      | 60    | 11     |
| 11     | Maaike Koelewijn          | Nederland     | Fortune Coffee                      | 60    | 10     |
| 12     | Viviana Rodríguez Rojas   | Chili         | 21Adventures.nl                     | 60    | 9      |
| 13     | Marchien Goldhoorn        | Nederland     | Tour de Boer                        | 60    | 8      |
| 14     | Simone Veenstra           | Nederland     |                                     | 60    | 7      |
| 15     | Floor Besteman            | Nederland     | Vector                              | 60    | 6      |
| 16     | Britt van Wees            | Nederland     | Wokke Vastgoed                      | 60    | 5      |
| 17     | Lidia Tempert             | Nederland     | Boltrics                            | 60    | 4      |
| 18     | Madelief de Jong          | Nederland     | Vector                              | 60    | 3      |
| 19     | Manon Gremmen             | Nederland     | Husqvarna / Praktijk Centrum Bomen  | 60    | 2      |
| 20     | Bianca van der Meer       | Nederland     | The B team                          | 60    | 1      |

60 ronden
0:37:04uur (gem. 37,1sec) 38,8km/h

### Snelste wedstrijdgemiddelde
| Klasse              | Snelste gemiddelde       | Tijd     | Ronden | Schaatsster        | Nationaliteit | Ploeg           |
| ------------------- | ------------------------ | -------- | ------ | ------------------ | ------------- | --------------- |
| Top-divisie Mannen  | 45,0 km/h (gem. 32,0sec) | 01:06:38 | 125    | Harm Visser        | Nederland     | Jumbo-Visma     |
| Top-divisie Vrouwen | 40,1 km/h (gem. 35,9sec) | 00:47:54 | 80     | Ineke Dedden       | Nederland     | BDM-BTZ         |
| Beloften Mannen     | 43,8 km/h (gem. 32,9sec) | 00:54:46 | 100    | Wisse Slendebroek  | Nederland     | OKAY/Interfarms |
| Beloften Vrouwen    | 38,8 km/h (gem. 37,1sec) | 00:37:04 | 60     | Nikki Noordergraaf | Nederland     |                 |

Marathon Cup 1 · 
Marathon Cup 2 · 
Marathon Cup 3 ·
Marathon Cup 4 · 
Marathon Cup 5 · 
Marathon Cup 6 · 
Marathon Cup 7 · 
Marathon Cup 8 · 
Staatsloterij Schaatsmarathon · 
Marathon Cup 9 · 
NK kunstijs · 
Marathon Cup 10 · 
Eerste schaatsmarathon op natuurijs · 
Tweede schaatsmarathon op natuurijs · 
Marathon Cup 11 · 
Marathon Cup 12 · 
Grand Prix 1 · 
Open NK natuurijs · 
Grand Prix 2 · 
Grand Prix 3 ·
Marathon Cup 13 ·
Marathon Cup 14 · 
Grand Prix 4 · 
Grand Prix 5 · 
Grand Prix 6 ·  
Marathon Cup 15
Klassementen: KNSB Cup ·
Jongeren · 
Ploegen ·
Grand Prix ·
Club-assistent Brabantcup ·
Natuurijs vierdaagse
Lijst van schaatsmarathonrijders 2023/2024